# Альбер-Лазар, Лу
Лу Альбер-Лазар (фр. Lou Albert-Lasard; 10 ноября 1885[…], Мец[…] — 21 июля 1969[…], Париж) — французская художница, относившаяся к течению экспрессионизма.
Лу Лазар родилась в 1885 году в Меце, тогда входившем в Германию, в семье еврейского банкира. С 1908 по 1914 год она изучала искусство в Мюнхене, где жила вместе со своей сестрой Ильзой Хеллер-Лазар, а затем в Париже. В 1909 году она вышла замуж за Эжена Альбера, химика на 30 лет старше её (1856—1929), и родила от него дочь Инго де Круа-Альбер (1911—1997). После расставания с мужем Лу Альбер-Лазар училась у художника Фернана Леже. Она также сотрудничала с бельгийским авангардным журналом «Het Overzicht», которым руководили Мишель Сёфор и Йозеф Питерс.
В 1914—1916 годах, будучи ещё по закону замужней, Лу Альбер-Лазар завела роман с немецкоязычным поэтом Райнером Марией Рильке. В этот период она жила с ним в Вене и вращалась в кругу художников и писателей, в который входили, среди прочих, Ромен Роллан, Стефан Цвейг, Пауль Клее и Оскар Кокошка. После разрыва с Рильке Альбер-Лазар жила в Швейцарии.
После 12 лет, проведённых в Швейцарии, она переехала в Берлин и присоединилась к авангардной группе художников, известной как Ноябрьская группа (нем. Novembergruppe). Её работы состояли преимущественно из рисунков и офортов её друзей. В 1928 году Альбер-Лазар вернулась в Париж и стала членом художественного общества Монпарнаса. Она подружилась с Анри Матиссом, Альберто Джакометти и Робером Делоне.
Она путешествовала со своей дочерью по Северной Африке, Индии, Тибету и другим странам. Рисунки и акварели из этих путешествий были выставлены в 1939 году.
В мае 1940 года Лу Альбер-Лазар и её дочь были интернированы в концлагерь Гюрс на юго-западе Франции, но позднее были освобождены. Находясь в заключении, Лу рисовала портреты других заключённых и лагерные сцены. Несколько её работ с подписью «сделано в Гурсе» (подпись «Mabull») входят в художественную коллекцию Бейта Лохамея ха-геттаота (дома-мемориала борцов гетто).
После освобождения она вернулась в Париж. В свои 50 лет она продолжила путешествовать с дочерью, зачастую в передвижном доме, отображая свои впечатления в акварелях и литографиях.